# Enikő Kecskès
Enikő Kecskès (Sinh ngày 1 tháng 6 năm 1997) đã đăng quang Hoa hậu Hoàn vũ Hungary 2018 trong đêm chung kết được tổ chức vào ngày 13 tháng 10 năm 2018. Cô là đại diện cho Hungary tại Hoa hậu Hoàn vũ 2018 và lọt vào top 20 chung cuộc.

## Tiểu sử
Kecskes sinh ra và lớn lên ở Budapest. Cô từng theo học ngành Quản trị Kinh doanh và Kinh tế. Cô ấy nói được ba thứ tiếng: Anh, Đức và Hungary. Cô làm người mẫu thời trang tại Brave Models.

## Các cuộc thi sắc đẹp

### Hoa hậu Hoàn vũ Hungary 2018
Vào ngày 13 tháng 10 năm 2018, Kecskes đã đăng quang cuộc thi Hoa hậu Hoàn vũ Hungary 2018. Cô đã thành công trước Hoa hậu Hoàn vũ Hungary 2016 Veronika Bodizs.

### Hoa hậu Hoàn vũ 2018
Là Hoa hậu Hoàn vũ Hungary, Kecskes đại diện cho Hungary tại cuộc thi Hoa hậu Hoàn vũ 2018 ở Bangkok, Thái Lan, nơi cô lọt vào Top 20.